# Publio Afranio Flaviano
Publio Afranio Flaviano (en latín: Publius Afranius Flavianus) fue un senador romano que vivió a finales del siglo I y principios del siglo II y desarrolló su cursus honorum bajo los reinados de Domiciano, Nerva, Trajano y Adriano. 

## Carrera
Flaviano fue gobernador de la provincia imperial de Panonia Inferior del 111 al 115; es posible que fuera el sucesor directo de Tito Julio Máximo Manliano Broco Serviliano, que se cree que fue gobernador desde el año 107 hasta el 111. Dado que gobernó una provincia imperial, uno puede esperar razonablemente que Flaviano también fuera legatus o comandante de una legión, ya que ambos cargos solían ser necesarios para que los senadores al servicio del emperador llegaran al consulado, aunque hay excepciones a esta práctica. Sin embargo, faltan pruebas de si había comandado una o no.
Fue cónsul sufecto en el año 117 junto a Lucio Calpurnio Reginiano.
Una inscripción erigida en Éfeso por el Asiarca contemporáneo, atestigua que Flaviano fue gobernador proconsular de Asia, el pináculo de una exitosa carrera senatorial, durante el período 130/131. No hay ningún registro de él después de su gobernación.